# Staumühle

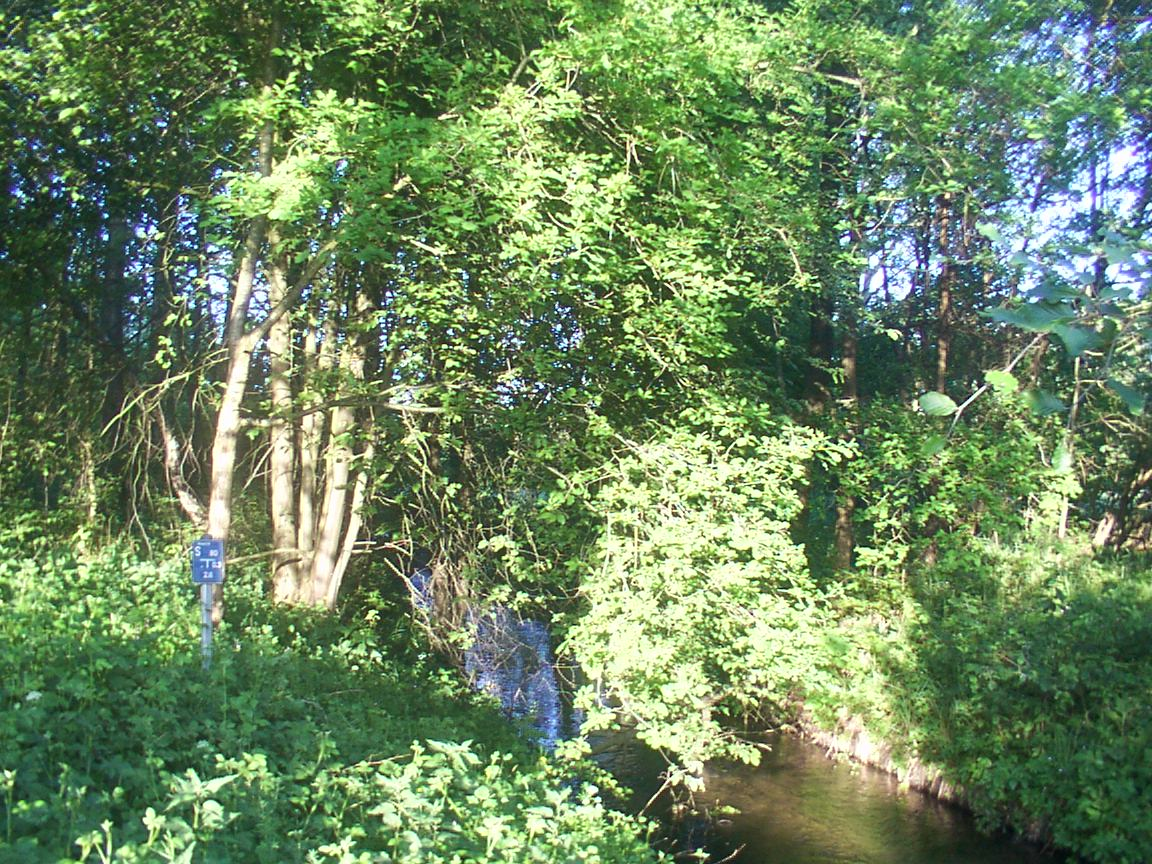
Haustenbach bei Staumühle

Staumühle ist ein Ort an der südöstlichen Grenze der Gemeinde Hövelhof zu Bad Lippspringe im Kreis Paderborn und liegt mitten in der Senne am Oberlauf des Haustenbaches, im Süden und Osten an den Truppenübungsplatz Senne angrenzend. Sennelager liegt etwa 5 km südlich, der Hövelhofer Ortsteil Klausheide etwa 3 km südwestlich und der Hövelhofer Ortskern etwa 5 km westlich entfernt.

## Geschichte
Der Ort Staumühle hat seinen Namen von der fürstlichen Staumühle („Stuggemühle“) am Oberlauf des Haustenbaches aus der Regierungszeit des Paderborner Fürstbischofs Wilhelm Anton von der Asseburg (1763–1782).
Im Ersten Weltkrieg wurde bei Staumühle im Januar 1915 ein Kriegsgefangenenlager eingerichtet. Auf dem Gelände der dortigen Garnison wurden angehende Offiziere ausgebildet und ab 1916 die Reserve-Infanterie-Regimenter 255 und 256 aufgestellt.
Nach Ende des Ersten Weltkriegs wurde die Übungstätigkeit zunächst vermindert, da die Reichswehr auf 100.000 Mann begrenzt wurde. Das Lager Staumühle diente in dieser Zeit teilweise als Kinderdorf.
Ab 1935 wurde das Lager Staumühle, wie der gesamte militärische Komplex rund um die Senne, massiv ausgebaut, es entstand ein großflächiges Kasernengelände. In Staumühle waren fortan Truppen in Regimentsstärke (und größer) stationiert. Im Zweiten Weltkrieg wurde dort Einheiten der Waffen-SS, die an der Front hohe Verluste erlitten hatten, neu aufgestellt. Zudem bestanden dort ein Strafgefangenenlager, ein Kriegsgefangenenlager und von Oktober 1941 bis zum März 1945 das Seuchenlazarett des Stalag 326. In den Lagern und im Seuchenlazarett starben insgesamt Zehntausende. Seit Dezember 2015 erinnert eine Gedenktafel vor Ort an die Verstorbenen.
Sofort nach dem Krieg bis 1948 nutzte die britische Militärregierung das Gelände als Internierungslager Staumühle, insbesondere für örtliche „Goldfasane“ (Parteigrößen) und Blockwarte sowie Wachsoldaten und SS-Männer.
Im Juni 1948 übergab die britische Militärregierung das Gelände der Justizverwaltung Nordrhein-Westfalens mit der Maßgabe, nach britischem Vorbild eine offene Jugendstrafanstalt einzurichten, die erste ihrer Art in Deutschland.
Der östlich der Staumühler Straße gelegene Lagerteil wurde in den 1970er Jahren militärisch genutzt. Er befindet sich heute im Besitz der Bundeswehr. Dieses Lager ist nicht ständig mit Truppen belegt, es wird aber neben der Bundeswehr durch Truppen aller NATO-Staaten, insbesondere die der Beneluxstaaten genutzt, wenn sie zu Übungen auf dem benachbarten Truppenübungsplatz im Einsatz sind. In der Wendezeit 1989/90 wurde das Lager zeitweilig als Notaufnahmelager, zuerst für Übersiedler aus der DDR und später für Spätaussiedler aus anderen Staaten des damaligen Warschauer Pakts genutzt.
Der frühere, zwei Kilometer nordnordöstlich gelegene Ort Hövelsenne existiert nicht mehr, da er für die Erweiterung des Truppenübungsplatzes bis 1974 geräumt werden musste.

## Religionen
Die Katholiken in Staumühle gehören zur katholischen Kirchengemeinde Johannes Nepomuk Hövelhof im Dekanat Büren-Delbrück des Erzbistums Paderborn,
die evangelischen Christen zur evangelischen Kirchengemeinde Hövelhof im Kirchenkreis Paderborn
der Evangelischen Kirche von Westfalen. Je ein evangelischer und ein katholischer Gefängnisseelsorger arbeiten in der Anstalt.

## Wirtschaft und Infrastruktur

### Verkehr
Montags bis freitags verkehrt tagsüber alle zwei Stunden der Hövelhofer Ortsbus und verbindet Staumühle mit den übrigen Hövelhofer Ortsteilen und den über Hövelhof Bahnhof verkehrenden Zügen der Senne-Bahn.

### Gliederung

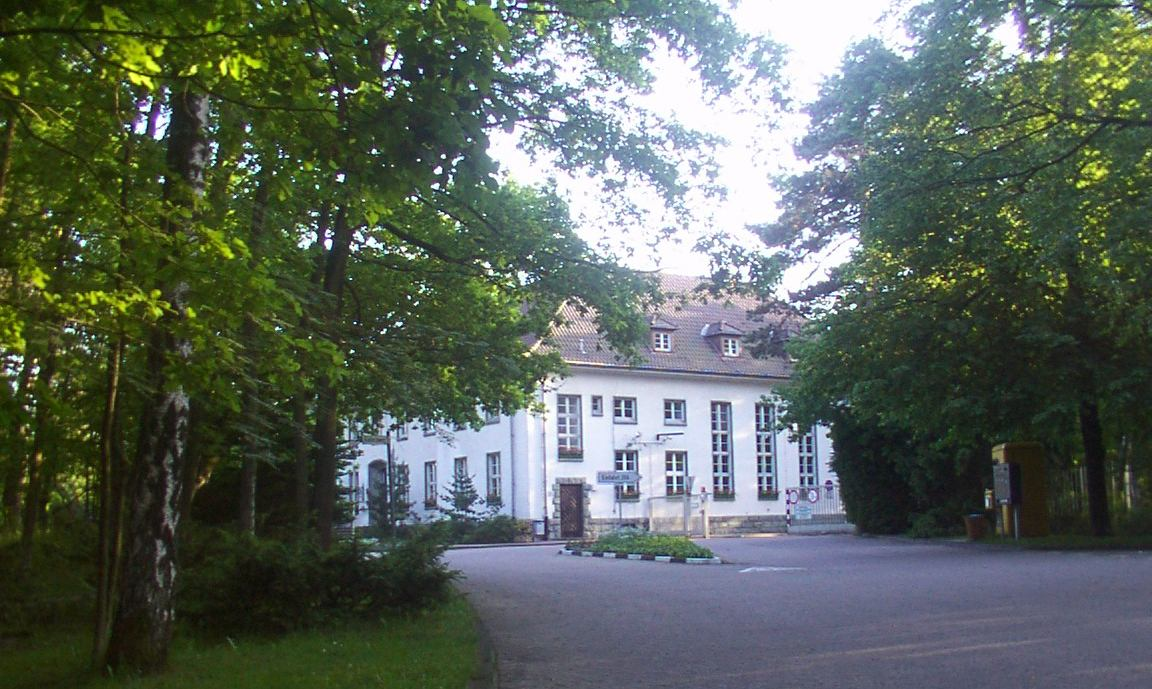
Pforte der Justizvollzugsanstalt

Der Ort Staumühle gliedert sich heute im Wesentlichen in drei Bereiche:
Östlich der Staumühler Straße liegt eine zum Truppenübungsplatz gehörende Kaserne (Lager Staumühle). Zwischen dieser und der Vollzugsanstalt im Westen liegt mittig die Siedlung, in der unter anderem Vollzugs- und andere Landesbedienstete mit ihren Familien leben. Den größten Bereich nimmt aber die Justizvollzugsanstalt Hövelhof ein. Bei dieser handelt es sich um eine offene Jugendstrafanstalt mit 232 Haftplätzen, an die eine räumlich getrennte geschlossene Pflegeabteilung angeschlossen ist, in der 31 Gefangene untergebracht werden können. Das Areal der JVA umfasst etwa 50 Hektar.

### Unternehmen
Zur Anstalt gehören mehrere Betriebe: Elektrowerkstatt, Gärtnerei, Schreinerei, Schlosserei, Bauunterhaltung, Formsteinbau und Küche, in denen die Gefangenen arbeiten, soweit sie nicht an Schul- oder Ausbildungsmaßnahmen teilnehmen.